# 圣马洛德特鲁瓦方丹
圣马洛-德特鲁瓦方丹（法語：Saint-Malo-des-Trois-Fontaines，法語發音：[sɛ̃ malo de tʁwa fɔ̃tɛn]）是法国莫尔比昂省的一个市镇，位于该省东北部，属于瓦讷区。

## 地理
圣马洛-德特鲁瓦方丹（48°0'47"N, 2°28'19"W）面积16.19 平方千米，位于法国布列塔尼大區莫尔比昂省，该省份为法国西北部沿海省份，位于布列塔尼半岛南部，北起阿摩尔滨海省、西接菲尼斯泰尔省，南濒大西洋，东南接大西洋卢瓦尔省，东临伊勒-维莱讷省。
与圣马洛-德特鲁瓦方丹接壤的市镇（或旧市镇、城区）包括：莫翁、吉利耶、洛亚、托蓬、埃莱昂、拉格雷圣洛朗、福日德拉努埃。
圣马洛-德特鲁瓦方丹的时区为UTC+01:00、UTC+02:00（夏令时）。

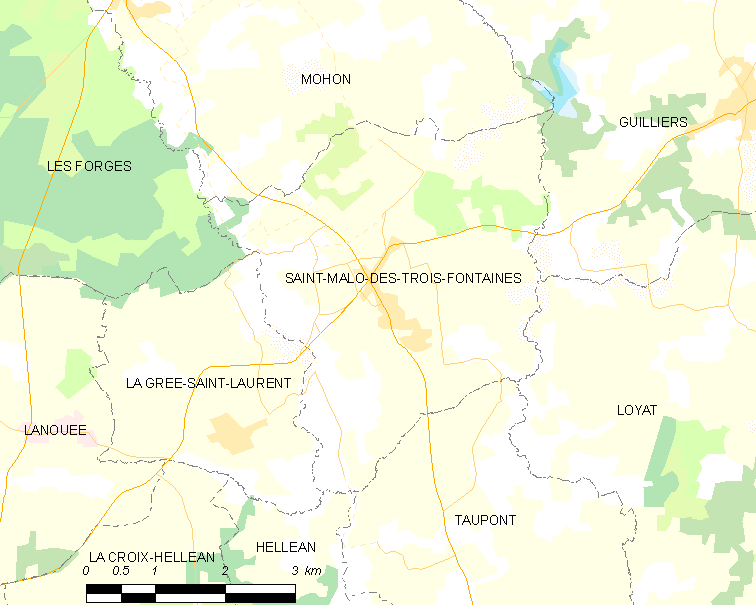
圣马洛-德特鲁瓦方丹的OSM定位图

## 行政
圣马洛-德特鲁瓦方丹的邮政编码为56490，INSEE市镇编码为56227。

## 政治
圣马洛-德特鲁瓦方丹所属的省级选区为普洛埃梅勒县。

## 人口

1962-2008年间圣马洛-德特鲁瓦方丹人口变化图示

圣马洛-德特鲁瓦方丹于2022年1月1日时的人口数量为562人。